# Edoardo Bresson
Edoardo Bresson SM (ur. 4 lipca 1884 w Langogne we Francji, zm. 28 kwietnia 1967) – francuski duchowny rzymskokatolicki, marysta, misjonarz, wikariusz apostolski Nowej Kaledonii.

## Biografia
4 lipca 1909 otrzymał święcenia prezbiteriatu i został kapłanem Towarzystwa Maryi.
1 lipca 1937 papież Pius XI mianował go wikariuszem apostolskim Nowej Kaledonii oraz biskupem tytularnym Cestrusu. 3 października 1937 przyjął sakrę biskupią z rąk swojego poprzednika Claude'a-Marii Chanriona. Asystował o. Jules Halbert.
9 listopada 1956 zrezygnował z katedry. Jako ojciec soborowy wziął udział w pierwszej sesji soboru watykańskiego II. Zmarł 28 kwietnia 1967.